# Anaspis karafutona
Anaspis karafutona là một loài bọ cánh cứng trong họ Scraptiidae. Loài này được Kono miêu tả khoa học năm 1933.